# Championnat d'Italie de rugby à XV 2013-2014
Navigation
Eccellenza 2012-2013 Eccellenza 2014-2015
Le Championnat d'Italie de rugby à XV 2013-2014 ou Campionato Nazionale Eccellenza 2013-2014 oppose les onze meilleures équipes italiennes de rugby à XV. Le championnat débute le 21 septembre 2013 et se termine par une finale prévue en 31 mai 2014. Il se déroule en deux temps : une première phase dite régulière en match aller-retour où toutes les équipes se rencontrent deux fois et une phase finale en deux tours. Le premier de la phase régulière rencontre le quatrième et le deuxième rencontre le troisième en match aller-retour lors des demi-finales, puis la finale entre les deux vainqueurs de ces demi-finales. À la fin de la saison régulière, les deux derniers du classement sont relégués en Série A afin d'avoir une compétition à dix clubs pour la saison 2014-2015.

## Liste des équipes en compétition
L'UR Capitolina, vainqueur de la Série A1, est promu et remplace L'Aquila Rugby relégué en deuxième division. Bien que qualifiée, l'équipe du Crociati RFC ne prend pas part au championnat.
| Calvisano Capitolina Prato Lazio Rome Mogliano Veneto Padoue San Donà Reggio Emilia Rovigo Fiamme Oro Rome Viadana |

| Équipe             | Stade                                                   | Capacité | Ville           |
| ------------------ | ------------------------------------------------------- | -------- | --------------- |
| Rugby Calvisano    | Stade communal San Michele                              | 3 500    | Calvisano       |
| UR Capitolina      | Campo dell'Unione                                       | 2 000    | Rome            |
| I Cavalieri Prato  | Stade Enrico-Chersoni                                   | 2 500    | Prato           |
| SS Lazio           | Centre sportif Giulio-Onesti                            | 628      | Rome            |
| Mogliano Rugby SSD | Stade Maurizio-Quaggia                                  | 786      | Mogliano Veneto |
| Petrarca Padoue    | Stadio Plebiscito                                       | 9 600    | Padoue          |
| San Donà           | Stade Romolo-Pacifici                                   | 1 500    | San Donà        |
| Reggio Emilia      | Centre sportif Canalina                                 |          | Reggio d'Émilie |
| Rugby Rovigo       | Stade Mario-Battaglini                                  | 10 000   | Rovigo          |
| Fiamme Oro Rugby   | Centro Sportivo della Polizia di Stato di Ponte Galeria |          | Rome            |
| Rugby Viadana      | Stade Luigi-Zaffanella                                  | 5 000    | Viadana         |

## Résumé des résultats

### Classement de la phase régulière
| Rang | Club             | J  | V  | N | D  | Bo | Bd | Pm  | Pe  | Diff | Pts |
| ---- | ---------------- | -- | -- | - | -- | -- | -- | --- | --- | ---- | --- |
| 1    | Rugby Calvisano  | 20 | 18 | 1 | 1  | 13 | 1  | 703 | 261 | +442 | 88  |
| 2    | Rugby Rovigo     | 20 | 17 | 1 | 2  | 12 | 1  | 665 | 278 | +387 | 83  |
| 3    | Mogliano SSD (T) | 20 | 13 | 1 | 6  | 6  | 3  | 469 | 304 | +165 | 63  |
| 4    | Rugby Viadana    | 20 | 11 | 1 | 8  | 10 | 5  | 509 | 343 | +166 | 61  |
| 5    | Petrarca Padoue  | 20 | 13 | 0 | 7  | 6  | 2  | 481 | 335 | +146 | 60  |
| 6    | Cavalieri Prato  | 20 | 11 | 0 | 9  | 5  | 2  | 465 | 420 | +45  | 51  |
| 7    | Fiamme Oro       | 20 | 9  | 0 | 11 | 3  | 4  | 435 | 462 | -27  | 43  |
| 8    | SS Lazio         | 20 | 6  | 0 | 14 | 5  | 4  | 398 | 510 | -112 | 33  |
| 9    | San Donà         | 20 | 6  | 0 | 14 | 4  | 3  | 345 | 455 | -110 | 31  |
| 10   | Reggio           | 20 | 3  | 0 | 17 | 1  | 3  | 264 | 612 | -348 | 16  |
| 11   | Capitolina (P)   | 20 | 1  | 0 | 19 | 0  | 1  | 153 | 907 | -754 | 5   |

|  | Qualifiés pour les demi-finales et le Challenge européen 2014-2015 (no 1, no 2, no 3, no 4). |
|  | Relégués en deuxième division à l'issue de la saison (no 10 et no 11).                       |
|  | T : tenant du titre 2013 • P : promu 2013                                                    |

Attribution des points : victoire sur tapis vert : 5, victoire : 4, match nul : 2, défaite : 0, forfait : -2 ; plus les bonus (offensif : 4 essais marqués ; défensif : défaite par 7 points d'écart ou moins).
Règles de classement : ?

### Phase finale
Les quatre premiers de la phase régulière sont qualifiés pour les demi-finales qui se font en matchs aller-retour. L'équipe classée première affronte celle classée quatrième alors que la seconde affronte la troisième. Les deux premières équipes ont l'avantage de recevoir lors du match retour. 
|  | Demi-finales           | Demi-finales          |                 |          | Finale         | Finale         |
|  | Demi-finales           | Demi-finales          |                 |          | Finale         | Finale         |
|  |                        |                       |                 |          |                |                |
|  | 17 mai et 24 mai 2014  | 17 mai et 24 mai 2014 |                 |          | le 31 mai 2014 | le 31 mai 2014 |
|  | 17 mai et 24 mai 2014  | 17 mai et 24 mai 2014 |                 |          | le 31 mai 2014 | le 31 mai 2014 |
|  | [1] Rugby Calvisano    | 30 \| 65              |                 |          | le 31 mai 2014 | le 31 mai 2014 |
|  | [1] Rugby Calvisano    | 30 \| 65              |                 |          | le 31 mai 2014 | le 31 mai 2014 |
|  | [4] Viadana            | 19 \| 14              |                 |          | le 31 mai 2014 | le 31 mai 2014 |
|  | [4] Viadana            | 19 \| 14              | Rugby Calvisano | 26       |                |                |
|  | 18 mai et 25 mai 2014  |                       | Rugby Calvisano | 26       |                |                |
|  |                        | Rugby Rovigo          | 17              |          |                |                |
|  | [2] Rugby Rovigo       | Rugby Rovigo          | 17              | 22 \| 31 |                |                |
|  | [2] Rugby Rovigo       |                       |                 | 22 \| 31 |                |                |
|  | [3] Mogliano Rugby SSD | 19 \| 30              |                 |          |                |                |
|  | [3] Mogliano Rugby SSD | 19 \| 30              |                 |          |                |                |

## Résultats détaillés

### Phase régulière

#### Tableau synthétique des résultats
L'équipe qui reçoit est indiquée dans la colonne de gauche.
| Clubs              | CAL   | CAP   | FIA   | ICA   | LAZ   | MOG   | PAD   | REG   | ROV   | SAN   | VIA   |
| ------------------ | ----- | ----- | ----- | ----- | ----- | ----- | ----- | ----- | ----- | ----- | ----- |
| Rugby Calvisano    |       | 61-0  | 24-13 | 52-7  | 44-24 | 37-3  | 25-17 | 47-13 | 28-28 | 36-0  | 32-26 |
| UR Capitolina      | 12-61 |       | 6-43  | 3-38  | 7-28  | 3-43  | 0-71  | 26-10 | 5-40  | 11-31 | 7-33  |
| Fiamme Oro         | 30-37 | 45-15 |       | 27-16 | 21-17 | 17-34 | 28-15 | 13-9  | 18-33 | 33-25 | 24-31 |
| I Cavalieri Prato  | 16-19 | 71-15 | 21-3  |       | 27-15 | 16-10 | 22-11 | 50-24 | 19-23 | 12-3  | 22-14 |
| SS Lazio           | 13-28 | 20-3  | 17-33 | 34-17 |       | 12-15 | 16-28 | 38-10 | 26-62 | 34-17 | 3-28  |
| Mogliano Rugby SSD | 15-13 | 50-6  | 8-3   | 19-27 | 37-20 |       | 15-10 | 59-10 | 17-24 | 28-13 | 12-19 |
| Petrarca Padoue    | 19-29 | 27-21 | 34-15 | 23-10 | 16-9  | 23-24 |       | 45-13 | 17-14 | 19-8  | 22-5  |
| Rugby Reggio       | 0-45  | 31-3  | 22-25 | 10-28 | 20-14 | 6-19  | 9-39  |       | 13-26 | 15-10 | 19-41 |
| Rugby Rovigo       | 6-18  | 76-0  | 47-9  | 40-17 | 45-22 | 26-5  | 39-0  | 31-27 |       | 27-3  | 26-20 |
| San Donà           | 3-35  | 71-10 | 19-14 | 31-15 | 16-6  | 6-43  | 23-25 | 29-3  | 0-33  |       | 22-23 |
| Viadana            | 16-22 | 57-0  | 32-21 | 44-14 | 26-30 | 13-13 | 10-20 | 24-0  | 14-19 | 33-15 |       |

|  | Victoire à domicile |  | Match nul |  | Défaite à domicile |

### Phase finale

#### Demi-finales
| 17 mai 2014 | Viadana | 19 – 30 (5 – 17) | Rugby Calvisano | Stadio Luigi Zaffanella, Viadana Arbitre : Blessano |
| 17 mai 2014 | Essai(s) : Bigi (14e), Pascu (73e), Bronzini (80e) Transformation(s) : Gennari 2 (73e, 80e) Carton(s) jaune(s) : Cenedese (26e) |                  | Essai(s) : Steyn (33e), Bergamo (35e), Zdrilich (43e) Transformation(s) : Haimona 3 (33e, 35e, 43e) Pénalité(s) : Haimona (3e), Violi 2 (77e, 79e) Carton(s) jaune(s) : Violi (63e), de Jager (79e) | Stadio Luigi Zaffanella, Viadana Arbitre : Blessano |
| 17 mai 2014 | |                  | | Stadio Luigi Zaffanella, Viadana Arbitre : Blessano |

| 18 mai 2014 | Mogliano Rugby SSD | 19 – 22 (8 – 12) | Rugby Rovigo | Stadio Quaggia, Mogliano Veneto Arbitre : Liperini |
| 18 mai 2014 | Essai(s) : Galon (18e), Candiago (79e) Pénalité(s) : Padovani 2 (36e, 50e), Cornwell (70e) Carton(s) jaune(s) : Ferrari (57e) |                  | Essai(s) : Rodriguez (67e) Transformation(s) : Basson (67e) Pénalité(s) : Basson 5 (15e, 21e, 28e, 40e, 54e) Carton(s) jaune(s) : Frati (32e), Ruffolo (35e), Ngawini (76e) | Stadio Quaggia, Mogliano Veneto Arbitre : Liperini |
| 18 mai 2014 | |                  | | Stadio Quaggia, Mogliano Veneto Arbitre : Liperini |

| 24 mai 2014 | Rugby Calvisano | 65 – 14 (41 – 7) | Viadana                                                                          | Centro Sportivo San Michele, Calvisano Arbitre : Vivarini |
| 24 mai 2014 | Essai(s) : de pénalité (3e, 30e), de Jager (17e), Zdrilich (20e), Haimona (41e), Belardo (42e), Panico (56e), Canavosio (64e), Hehea (85e) Transformation(s) : Haimona (3e), Griffen (17e, 20e, 30e, 41e, 42e), Violi (64e) Pénalité(s) : Griffen (14e, 26e) |                  | Essai(s) : Sintich (36e), Robertson (45e) Transformation(s) : Gennari (36e, 45e) | Centro Sportivo San Michele, Calvisano Arbitre : Vivarini |
| 24 mai 2014 | |                  |                                                                                  | Centro Sportivo San Michele, Calvisano Arbitre : Vivarini |

| 25 mai 2014 | Rugby Rovigo | 31 – 30 (18 – 24) | Mogliano Rugby SSD | Stade Mario-Battaglini, Rovigo Arbitre : Falzone |
| 25 mai 2014 | Essai(s) : Andrea de Marchi (4e, 24e), de pénalité (51e) Transformation(s) : Basson (24e, 51e) Pénalité(s) : Basson (10e, 19e, 44e, 68e) |                   | Essai(s) : Onori (2e), Padovani (11e), Barbini (27e) Transformation(s) : Fadalti (2e, 11e, 27e) Pénalité(s) : Fadalti (40e, 55e, 61e) | Stade Mario-Battaglini, Rovigo Arbitre : Falzone |
| 25 mai 2014 | |                   | | Stade Mario-Battaglini, Rovigo Arbitre : Falzone |

#### Finale
| 31 mai 2014 | Rugby Calvisano | 26 – 17 (9 – 17) | Rugby Rovigo                                                                                           | Centro Sportivo San Michele, Calvisano 4 000 spectateurs Arbitre : Damasco |
| 31 mai 2014 | Essai(s) : de pénalité (50e, 62e) Transformation(s) : Haimona (50e, 62e) Pénalité(s) : Haimona (14e, 19e, 44e), Griffen (85e) |                  | Essai(s) : Ragusi (4e), McCann (7e) Transformation(s) : Bergamasco (4e, 7e) Pénalité(s) : Basson (11e) | Centro Sportivo San Michele, Calvisano 4 000 spectateurs Arbitre : Damasco |
| 31 mai 2014 | |                  | | Centro Sportivo San Michele, Calvisano 4 000 spectateurs Arbitre : Damasco |